# اپیلا
اپیلا (به اسپانیایی: Épila) یک دهستان در اسپانیا است که در Valdejalón واقع شده‌است. اپیلا ۱۹۴٬۳۲ کیلومتر مربع مساحت و ۴٬۷۶۵ نفر جمعیت دارد و ۳۳۶ متر بالاتر از سطح دریا واقع شده‌است.

## نگارخانه

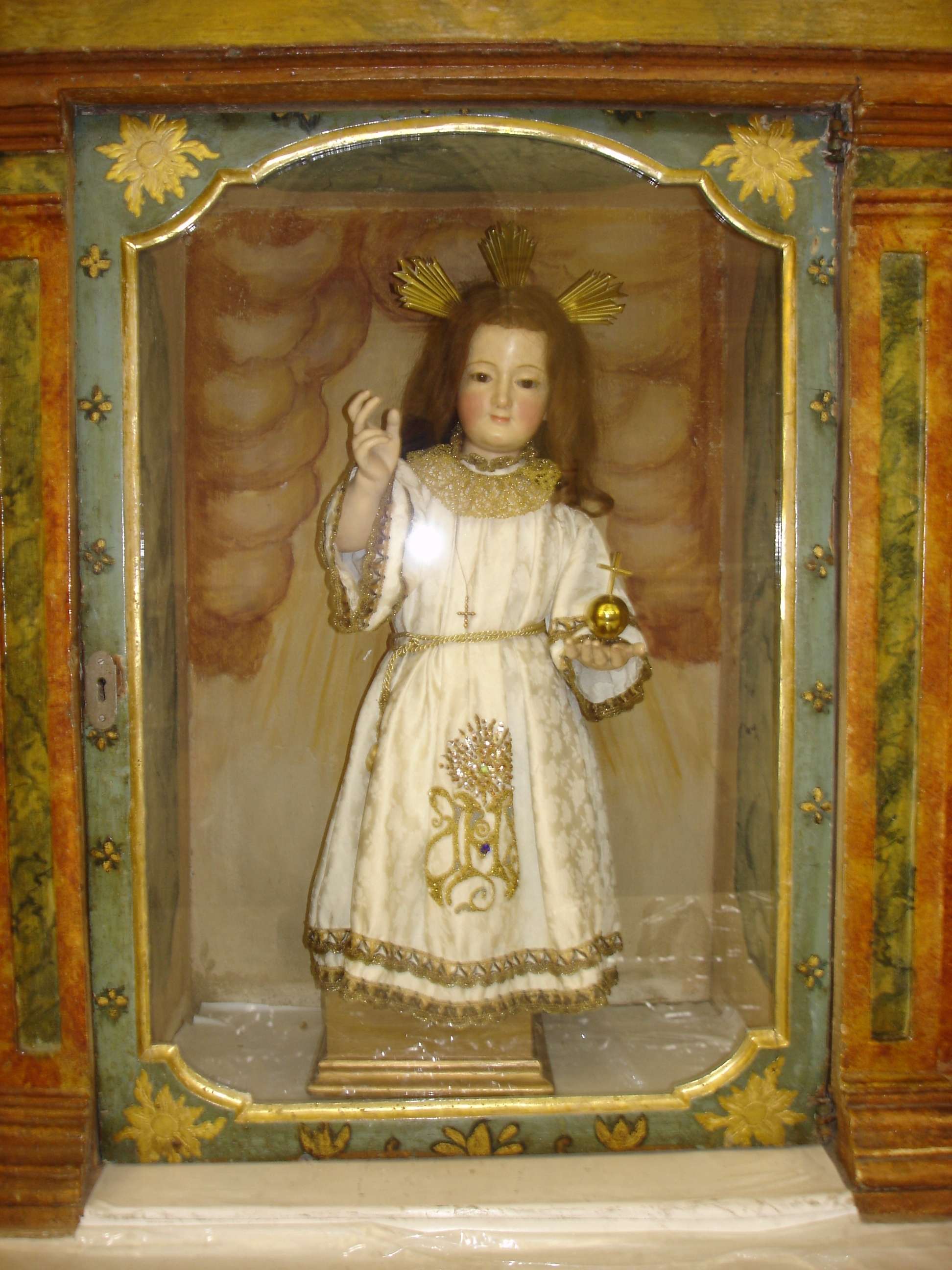
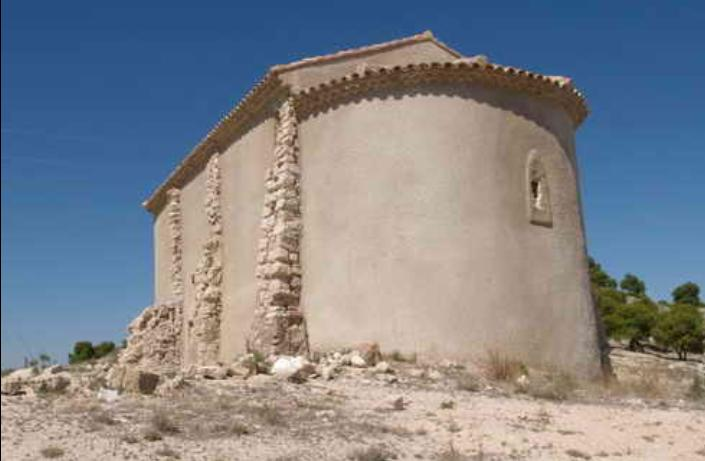
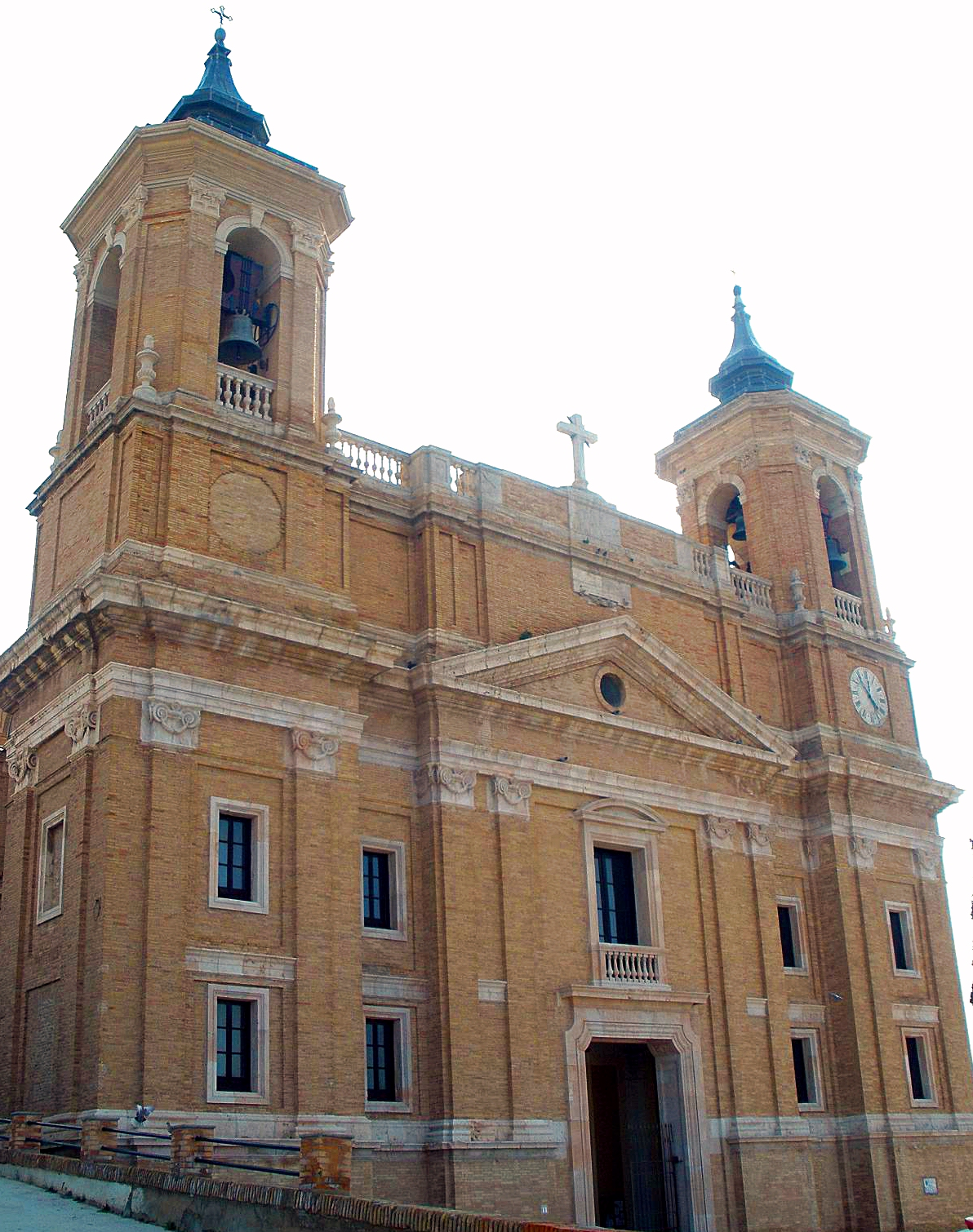